# Jack Kemp
Jack French Kemp (Los Ángeles, 13 de julio de 1935 - Bethesda, 2 de mayo de 2009) fue un político estadounidense y antiguo jugador profesional de fútbol americano. Congresista por Nueva York (1971-1989) y candidato del Partido Republicano a la Vicepresidencia de Estados Unidos en 1996.

## Leyenda del fútbol americano
Nació y creció en Los Ángeles. Se graduó en el Occidental College, donde comenzó a despuntar como deportista y perteneció a la fraternidad Alpha Tau Omega.
Antes de iniciar su carrera política, Jack Kemp corrió durante 13 años por los campos de fútbol americano. Su carrera comenzó en 1957 cuando fue seleccionado por los Detroit Lions en el Draft de la NFL. Rápidamente fue cortado por los Lions antes de comenzar esa temporada y esa fue la razón de que fuera contratado por los Pittsburgh Steelers. Después de una temporada con los Steelers, y festuvo en los equipos de prácticas de los New York Giants y los San Francisco 49ers. fue fichado por los Calgary Stampeders en 1959. Jugó con los San Diego Chargers de 1960 a 1962.
Como quarterback ganó fama por sus potentes pases. Fue traspasado a los Buffalo Bills, a los que lideró en la consecución de dos ligas consecutivas en 1964 y 1965. Kemp fue el primer pasador de 3,000 yardas de la historia de la liga americana y en 1965 fue votado como el jugador más valioso del campeonato. Fue American Football League All-Star durante seis temporadas consecutivas.
Durante estos años también fue cofundador del American Football League Players Association, siendo elegido por sus compañeros para presidir la asociación durante cinco mandatos.

## Miembro de la Cámara de Representantes (1971-1989)
Su carisma y condiciones para el liderazgo lo llevaron a involucrarse en diferentes actividades comunitarias en el área de Buffalo, Nueva York, así como en su estado natal de California. En 1967 fue nombrado asesor especial del Gobernador de California, Ronald Reagan, cuya campaña había apoyado públicamente, y fue galardonado con varios premios cívicos por su servicio a la comunidad en Nueva York.
En 1970 se retiró definitivamente del fútbol profesional y, aprovechando su tirón popular en Buffalo, decidió presentarse por el Partido Republicano a la Cámara de Representantes de EE. UU. representando al 39.º Distrito de Nueva York. En adelante sería reelegido congresista 9 veces consecutivas, permaneciendo en la Cámara durante 18 años. Interrogado cuando decidió dar el salto de su duro deporte a la política, dijo: "Claro que tengo experiencia. He sido pisado, golpeado, insultado, vendido y vilipendiado".
En Washington pronto se convirtió en uno de los más destacados representantes de las corrientes contra la presión fiscal que soplaban en los años 1970 desde California, donde su amigo el gobernador Reagan había apoyado con éxito un referéndum popular para reducir los impuestos sobre la propiedad.
Fue uno de los primeros miembros republicanos del Congreso en apoyar la candidatura presidencial de Reagan ya desde 1979, y trabajó como asesor externo para su campaña en 1980, siendo considerado seriamente como posible candidato a la vicepresidencia. 
Durante la presidencia de Reagan, Kemp fue líder moral de los llamados supply-siders, un grupo de jóvenes legisladores que con sus constantes iniciativas para reducir impuestos promovieron las contundentes medidas neoliberales aplicadas en esa época y se convirtieron en la fuerza conductora de todas las políticas domésticas del presidente Reagan. 
Su mayor éxito legislativo fue la aprobación en 1981 del Plan Kemp-Roth. Este plan, que Jack Kemp patrocinó junto con el senador William Roth, y que era el resultado de las promesas electorales de Reagan, establecía una reducción de impuestos del 30% para los 3 próximos años y se convirtió en el eje central de la política económica de la Administración Reagan.
También mantuvo posiciones fuertes en contra del aborto y en favor del rearme militar, y una de sus obsesiones fueron las políticas para atacar la inflación. En 1985 reunió los votos suficientes entre sus colegas de la Cámara de Representantes para torpedear el presupuesto para el año fiscal 1986, lo cual supuso un importante éxito personal para Kemp y sus seguidores en la Cámara, y un duro golpe para el liderazgo republicano en el Senado.

## Candidato a la Presidencia en 1988
El 6 de abril de 1987, Jack Kemp anunció su candidatura a la presidencia de Estados Unidos en Buffalo, Nueva York. "He dedicado los últimos dicecisiete años a desarrollar ideas que han capturado la imaginación de la gente. Confío en poder liderar a nuestro partido a la victoria en 1988. No para una persona, no para un partido, sino para una nación".
Siempre bronceado, de carácter locuaz y voz grave, durante años Kemp había sido considerado por los analistas como el heredero natural de Ronald Reagan. Pero tendría que enfrentarse en las primarias a dos pesos pesados del partido. Por un lado el vicepresidente George Bush, que controlaba el aparato del partido y que en los anteriores ocho años, con su lealtad a prueba de bombas al presidente, había tratado de colocarse como heredero inevitable de Reagan. Por otro lado estaba el senador Bob Dole, el candidato de consenso vinculado al Congreso que no despertaba pasiones pero que era amigo de todos dentro del partido.
El historial de Jack Kemp en el Congreso se había construido sobre la base del éxito de las "supply-side economics" (economía de la oferta) y sólo ese podía ser el tema central de su campaña presidencial. Pero el país ya no estaba en la primera mitad de la década de los años 80, cuando sólo eran visibles los resultados a corto plazo de las políticas económicas de Reagan. El déficit era gigantesco y en octubre de 1987 llegó el llamado "lunes negro de Wall Street". Ese día se vivió, en plena precampaña electoral, la mayor caída de un día en la historia de la bolsa de valores de Nueva York. Este hecho convirtió a Jack Kemp y sus políticas en un blanco fácil para sus adversarios poco antes de las primarias, y arruinó sus aspiraciones presidenciales. Terminó apoyando la candidatura de George Bush.

## Secretario de Vivienda de EE. UU. (1989-1993)
Puede que en agradecimiento por su apoyo, cuando George Bush salió elegido presidente de Estados Unidos, nombró a Jack Kemp como Secretario de Vivienda y Desarrollo Urbano. Kemp recibió así el encargo de rehabilitar un departamento que en los años de Reagan se había devaluado. Kemp promovió reformas basadas en el mercado, reduciendo las masivas regulaciones que sufrían los negocios en los vecindarios pobres, para fomentar así que los empresarios contribuyeran con nuevos negocios al florecimiento de esas zonas.
Las medidas fueron criticadas al principio pero con el tiempo se han convertido en la postura dominante dentro de las políticas de desarrollo y renovación de los sistemas urbanos hasta el día de hoy.

## Candidato a la Vicepresidencia en 1996
El candidato presidencial republicano Bob Dole llegaba al verano de 1996 muy por detrás del presidente demócrata Bill Clinton en todas las encuestas. La reactivación económica ya era un hecho y los americanos miraban al futuro. Dole se encontraba falto de munición y argumentos para disputar la presidencia a Bill Clinton. Por esa razón, terminó aceptando incluir en su programa electoral una propuesta de reducción del 15% del impuesto sobre la renta. Esta propuesta contradecía las políticas fiscales defendidas por Dole en sus años en el Senado, pero era la única manera de atraer la atención de los votantes hacia el progama económico de su candidatura.
El próximo paso era escoger un candidato a la vicepresidencia capaz de dar credibilidad a esas propuestas económicas y explicarlas correctamente a la gente para dar impulso a la campaña. Dole pensó en el senador Connie Mack, de Florida, pero sus asesores le advirtieron que Mack no estaba aún preparado para asumir un rol a nivel nacional. Entonces Dole pensó en el exsecretario de Educación, Bill Bennett, un notorio representante del "reaganismo". Pero Bennett rechazó el ofrecimiento y convenció a Dole de que escogiera a Jack Kemp. "Nadie puede vender mejor que Jack Kemp las bajadas de impuestos", le dijo.
El senador Dole había tenido varios encontronazos con Kemp en el pasado en los debates en el Congreso sobre presupuestos, pero finalmente accedió a seleccionarlo como su compañero de fórmula. La selección fue una sorpresa en la campaña. «Ha llegado el momento de imprimir un giro en la política impositiva de este país. Llevamos un siglo regulando en exceso nuestra economía. Pongamos más dinero en manos de los empresarios, en manos de las familias. Hagamos todo lo posible por primar el motor de este país: la iniciativa privada". Fue la idea central de la retórica de Kemp. Pero el efecto sorpresa de su inclusión en el ticket duró pocas semanas y se hizo evidente que los impuestos no eran la principal preocupación de los americanos en la cita electoral de 1996.
Según avanzaba la campaña y la derrota de Dole parecía inevitable, muchos analistas observaron que Jack Kemp, más que dedicarse a ayudar a Bob Dole, estaba utilizando su posición en la campaña para tomar impulso en sus aspiraciones de ser candidato a la presidencia en 2000.

## Últimos años
Para sorpresa de muchos, Kemp renunció a presentarse a la presidencia en el año 2000 y decidió apoyar desde un principio al Gobernador de Texas, George W. Bush.
En 2004 fundó la organización Empower America, dedicada a la promoción del libre mercado, y es fundador y presidente de Kemp Partners, una firma de consultaría estratégica que presta servicios a corporaciones privadas e instituciones públicas.

## Fallecimiento
El 2 de mayo de 2009, Jack Kemp murió en su hogar en Bethesda, Maryland de cáncer a los 73 años de edad.

## Referencia general
- «Kemp, Jack French». Directorio Biográfico del Congreso de los Estados Unidos (en inglés) (Washington D.C.: Bibilioteca del Congreso de Estados Unidos). Consultado el 13 de diciembre de 2021.